# بيتي فريمان
بيتي فريمان (بالإنجليزية: Betty Freeman)‏ هي مصورة أمريكية، ولدت في 2 يونيو 1921 في شيكاغو في الولايات المتحدة، وتوفيت في 3 يناير 2009 في لوس أنجلوس في الولايات المتحدة.

## وصلات خارجية
- بيتي فريمان على موقع IMDb (الإنجليزية)
- بيتي فريمان على موقع ميوزك برينز (الإنجليزية)